# 火首金刚

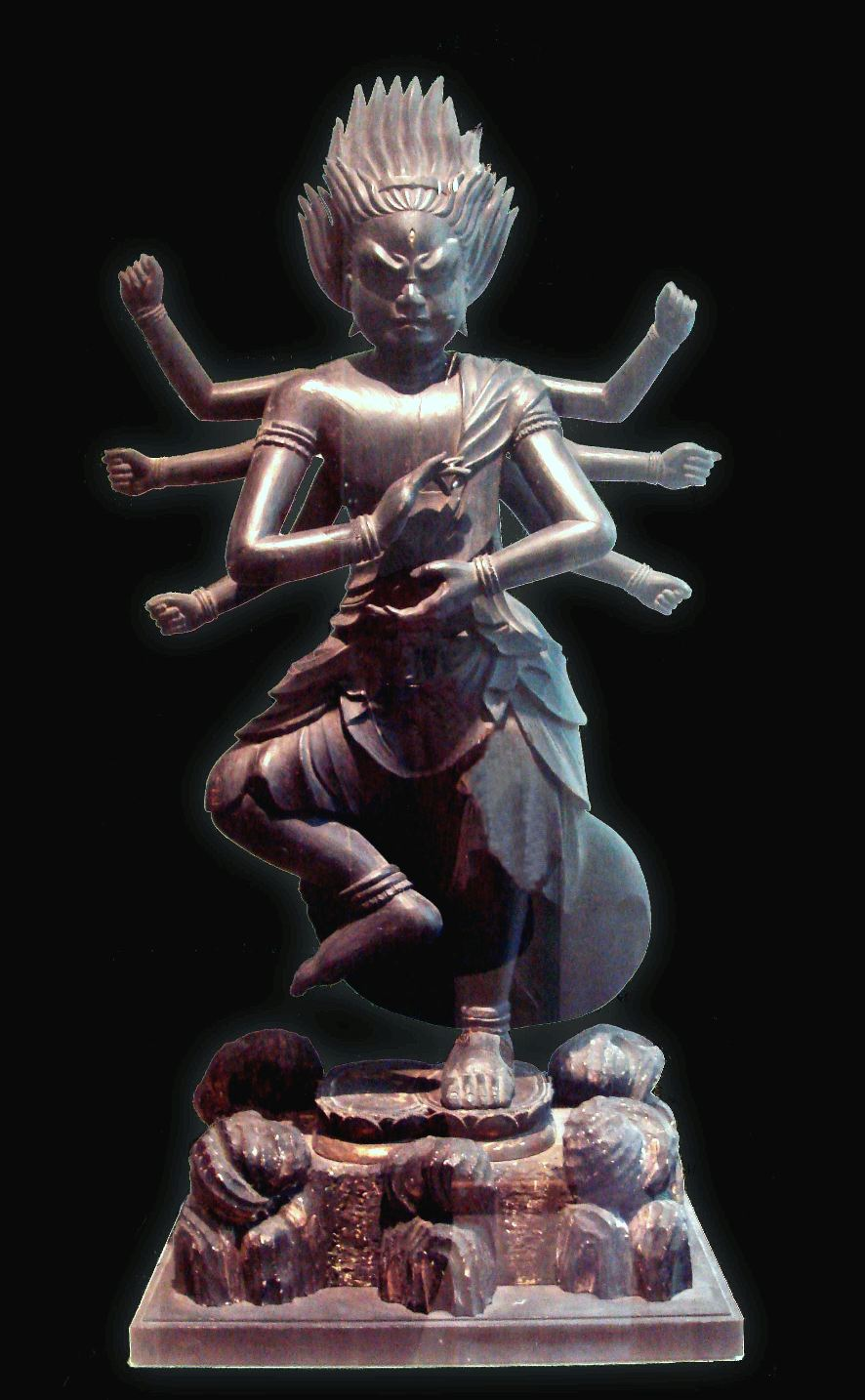
火首金剛

火首金刚（羅馬化：Ucchuṣma），全称为大力威怒金刚烏芻史摩（Vajra Krodha Mahābala Ucchuṣma），在各经典中又稱火头金刚、除秽金刚、穢跡金剛，音譯为烏樞沙摩、乌刍涩摩、乌刍瑟摩、乌枢瑟摩等。台密等佛教宗派，將烏樞沙摩明王視為金剛夜叉明王，即北方不空成就佛的忿怒化身，是禪宗與密宗主要金剛护法神之一，不畏污穢，有转「不净」为「清净」之德，甚至能安胎助產，在各種不淨之場所皆能誦念其號，有掃滅種種污穢之功用，不為不敬。故此常于厕所前奉祀，或视之为廁神。其本誓是噉盡一切不淨之物。

## 簡介
在《楞严经》，火首金刚讲述了自己开悟的方法：“乌刍瑟摩于如来前，合掌顶礼佛之双足，而白佛言：‘我常先忆久远劫前，性多贪欲。有佛出世名曰空王，说多淫人成猛火聚，教我遍观百骸四肢，诸冷暖气，神光内凝，化多淫心成智慧火。从是诸佛皆呼召我，名为火头。我以火光三昧力故，成阿罗汉。心发大愿，诸佛成道，我为力士，亲伏魔怨。佛问圆通，我以谛观，身心暖触，无碍流通，诸漏既销，生大宝焰，登无上觉，斯为第一。”
《圆觉经》所载：“尔时会中有火首金刚，摧碎金刚，尼蓝婆金刚等，八万金刚，并其眷属，即从座起，顶礼佛足，右绕三匝，而白佛言：世尊，若后末世一切众生，有能持此决定大乘，我当守护如护眼目，乃至道场所修行处，我等金刚自领徒众，晨夕守护，令不退转，其家乃至永无灾障，疫病消灭，财宝丰足，常不乏少。”
唐代希麟《续一切经音义第七卷》曰：“乌枢瑟摩（梵语或云乌蒭沙摩，旧译云秽迹金刚，此言有失，似毁于圣者也。新翻为除秽忿怒尊，谓以金刚慧，现威怒身，降伏难调秽恶有情故也。）”《义疏》五下曰：“乌刍沙摩，云火头。”

## 與穢跡金剛的異同

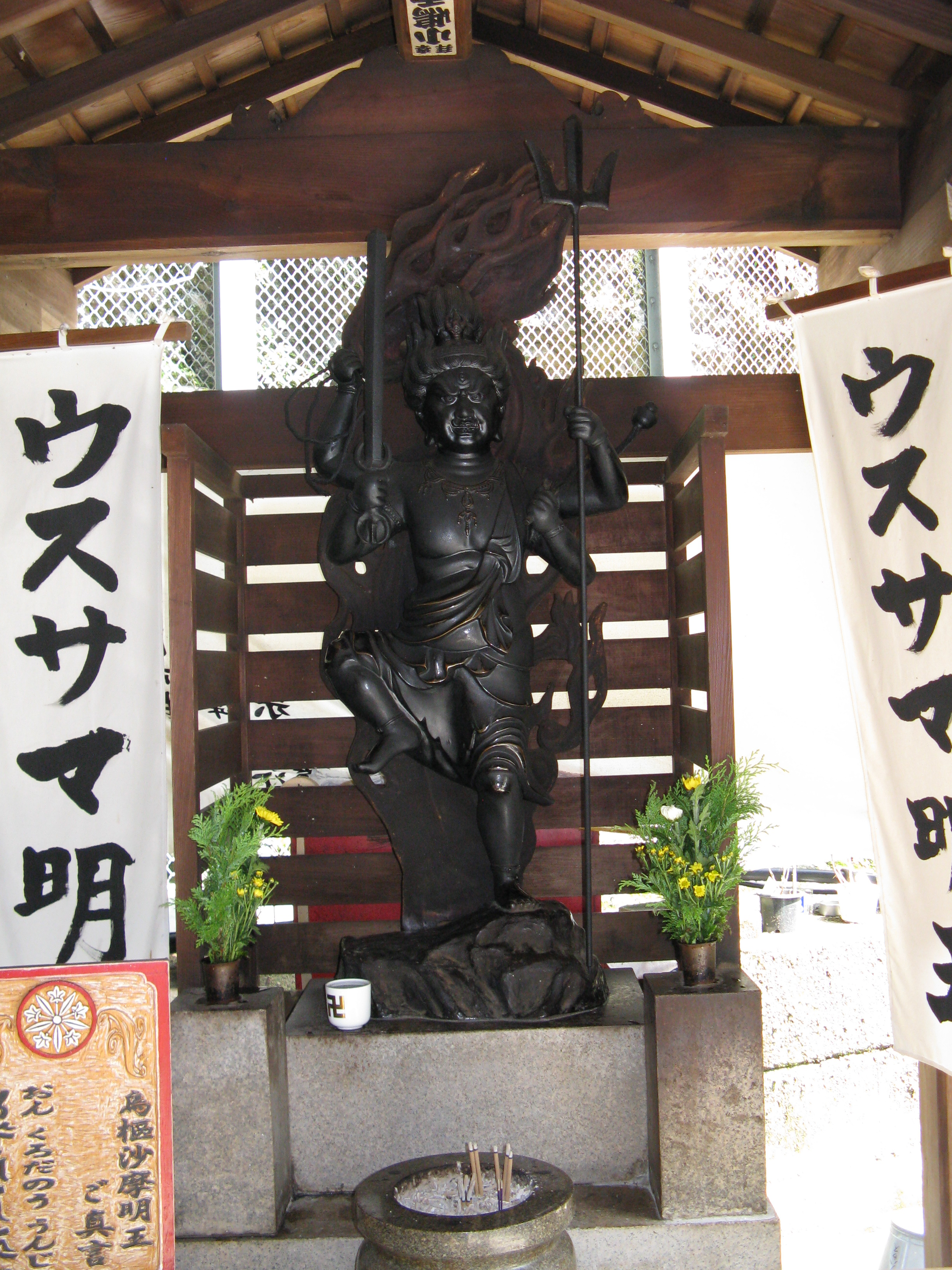
寶山寺 (奈良縣)

多數佛教行者與學者認為，穢跡金剛（除穢）與火首金剛（或稱烏芻瑟摩明王）為同尊，支持同尊的论据之一：除秽金刚的梵音是乌枢瑟摩（烏深目），与火首金剛的梵音烏芻瑟摩相同。
但亦有持不同意見者。
在《穢跡金剛說神通大滿陀羅尼法術靈要門》中 佛陀心光左旋化出穢跡金剛，在《大威力烏樞瑟摩明王經》中 烏樞澀摩則是由金剛手菩薩應摩醯首羅天王大部多主所請，入「怖畏金剛大忿怒遍喜三摩地」所化出。

## 秽迹金刚真言
- 秽迹金刚说神通大圆满陀罗尼（ucchuṣma-vidyārāja-dhāraṇi），“若有眾生請願受持此呪者，我常為給使者，令所求如願。若有眾生多被諸惡鬼神之所惱亂，受持此呪者皆不能為其所害，永離苦難。若有善男子、善女人，欲救療萬病者，誦上呪四十萬遍，見有病者治之有驗，無問淨與不淨隨意驅使，我當隨從滿一切願。於十齋日誦我此呪一千零八十遍，能除萬里病患。”[3]：

[Oṃ, vajra-krodha mahābala hana daha paca mātha vikiraṇa vidhvaṃsaya jaṭi laṃbodara ucchuṣma-krodha hūṃ hūṃ hūṃ phaṭ phaṭ phaṭ svāhā. (44字-音節)] 错误：[未定义] 错误：{{Transl}}：缺少语言/字母代码（帮助）：转写文本非拉丁字母（pos 137: 字）（帮助）
- 秽迹金刚短咒：唵，俱嚕馱曩，吽，惹。 Oṃ krodhana hūṃ jaḥ

- 秽迹金刚解穢真言：唵，修利摩利，摩摩利，摩利，修修利，娑婆诃。 Oṃ, śrimali mamali mali śuśri svāhā.[4]
- 秽迹金刚净口业真言：唵，修利修利，摩訶修利，修修利，娑婆訶。 Oṃ śūri śūri mahā-śūri śūśūri svāhā.
- 秽迹金刚净身业真言：唵，修哆利，修哆利，修摩利，修摩利，娑婆诃。 Oṃ śutāri śutāri śumari śumari svāhā.

## 註解
1. ↑   (PDF).   [2017-12-19]. （原始内容存档 (PDF)于2016-03-04）.
2. ↑   (PDF).   [2017-12-19]. （原始内容存档 (PDF)于2020-08-09）.
3. ↑  .   [2019-03-29]. （原始内容存档于2019-11-28）.
4. ↑   (PDF).   [2019-03-29]. （原始内容存档 (PDF)于2011-11-25）.